# Amy Lachapelle
Pour les articles homonymes, voir Lachapelle.
Amy Lachapelle est une auteure prolifique témiscabitibienne née en 1983. 
Après avoir complété un DEC en arts et lettres et un baccalauréat en communication, Amy Lachapelle devient, en 2006, directrice littéraire des Éditions Z'ailées. Elle est membre de l’Association des écrivains québécois pour la jeunesse. Elle siège sur la Commission culturelle du Témiscamingue et est également chroniqueuse à Plaisir de lire sur les ondes de CKVM.
En 2011, elle est auteure invitée jeunesse pour le Salon du livre de l'Abitibi-Témiscamingue et en 2013, pour le Salon du livre de Trois-Rivières.

## Prix et mentions
- Prix du public TVA remis par le Conseil de la culture de l'Abitibi-Témiscamingue (2010)
- Prix Hackmatack - Le choix des jeunes - roman Toxique (2015)

## Romans jeunesse
- Le monde de Khelia - Le grand départ, Ville-Marie (Québec), Éditions Z'ailées, 2008.
- Le monde de Khelia - Entre deux, Ville-Marie (Québec), Éditions Z'ailées, 2008.
- Le monde de Khelia - Bienvenue à bord! , Ville-Marie (Québec), Éditions Z'ailées, 2009.
- Le monde de Khelia - En orbite autour de moi, Ville-Marie (Québec), Éditions Z'ailées, 2009.
- Le monde de Khelia - Bonheur au suivant, Ville-Marie (Québec), Éditions Z'ailées, 2010.
- Le monde de Khelia - Onde de choc, Ville-Marie (Québec), Éditions Z'ailées, 2011.
- Le monde de Khelia - Carnet de voyage, Ville-Marie (Québec), Éditions Z'ailées, 2011.
- Le monde de Khelia - Ailleurs, Ville-Marie (Québec), Éditions Z'ailées, 2012.
- La malédiction du coffre, Ville-Marie (Québec), Éditions Z'ailées, coll. Zone Frousse, 2009.
- Cauchemars en série, Ville-Marie (Québec), Éditions Z'ailées, coll. Zone Frousse, 2009.
- La maison piège, Ville-Marie (Québec) , Éditions Z'ailées, coll. Zone Frousse, 2010.
- La plus longue nuit, Ville-Marie (Québec) , Éditions Z'ailées, coll. Zone Frousse, 2011.
- Le premier passager, Ville-Marie (Québec) , Éditions Z'ailées, coll. Zone Frousse, 2012.
- Toxique, Ville-Marie (Québec), Éditions Z'ailées, coll.Zone Frousse, 2013
- RIP Abey Philips, Ville-Marie (Québec) Éditions Z'ailées, coll. Zone Frousse, 2014
- Angoisse sur l'île, Ville-Marie (Québec) Éditions Z'ailées, coll. Zone Frousse, 2015
- Ping Pong - Coincé dans un manège brisé (coécrit avec Richard Petit) , Ville-Marie (Québec), Éditions Z'ailées, 2011.
- Ping Pong - "Safari-shopping" contre les filles (coécrit avec Richard Petit) , Ville-Marie (Québec), Éditions Z'ailées, 2011.
- Ping Pong - Guerre de mots au party de Gunzo (coécrit avec Richard Petit) , Ville-Marie (Québec), Éditions Z'ailées, 2011.
- Une fois de trop, Ville-Marie (Québec) , Éditions Z'ailées, coll. Z'ados plus, 2012.
- Entre sœurs -  Dans la peau d'Alexanne, Ville-Marie (Québec) Éditions Z'ailées, 2013
- Entre sœurs - Dans la peau de Maïka, Ville-Marie (Québec) Édition Z'ailées, 2014